# Heinrich Knauer

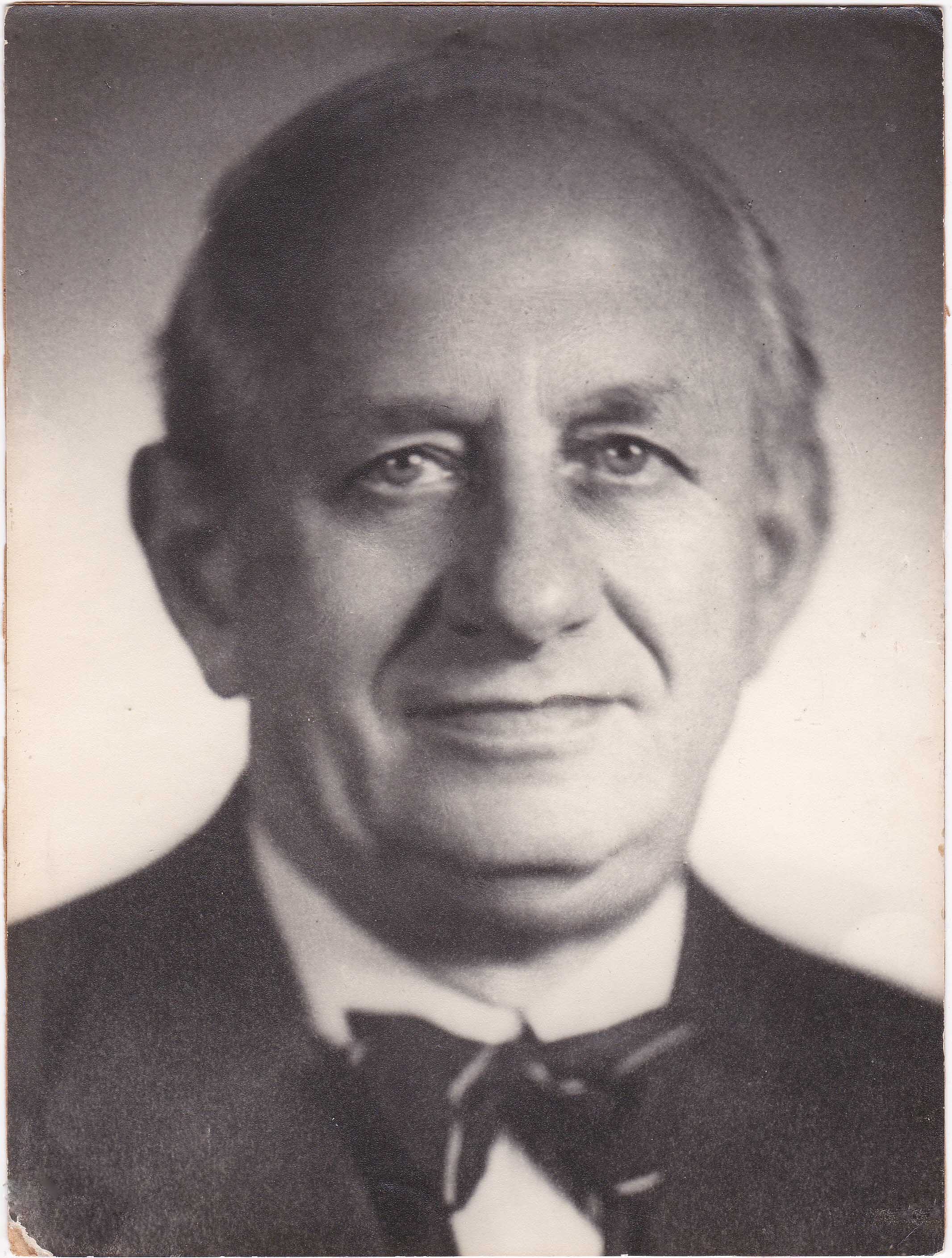
Heinrich Knauer (1879–1947)

Heinrich Knauer (* 3. Oktober 1879 in Rosenthal bei Reichenberg, jetzt Růžodol I, OT von Liberec; † 12. Oktober 1947 in Dresden) war ein deutscher Schlagzeuger, Solopauker (Paukespieler) und Musikpädagoge.

## Leben und Wirken

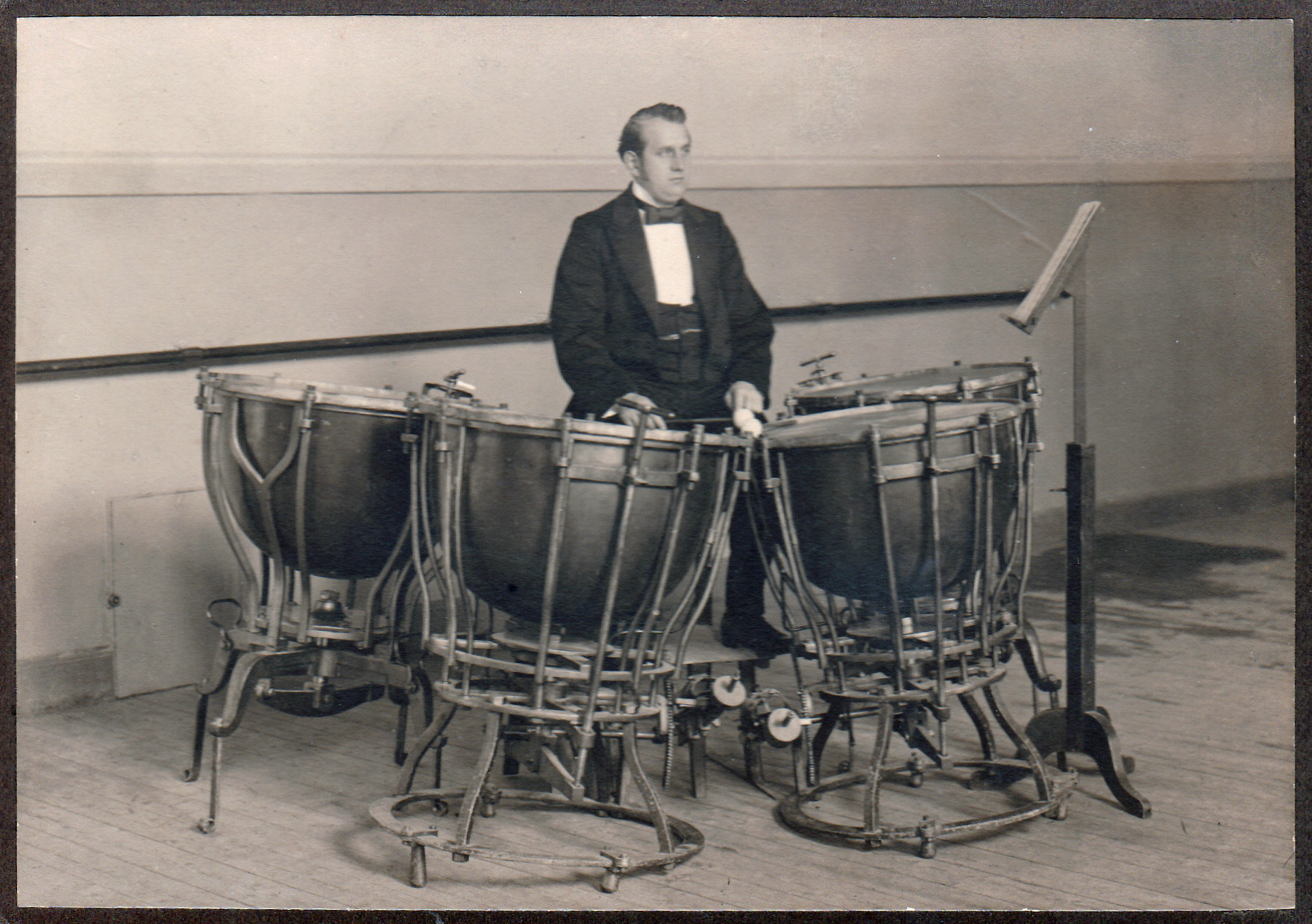
Heinrich Knauer – Solopauker der Sächsischen Staatskapelle Dresden

Auf Grund seiner musikalischen Begabung ging Heinrich Knauer bereits mit 14 Jahren als Musikeleve zum Militär nach Prag, wo er nach seinem Militärdienst auch ein Musikstudium (vermutlich am Prager Konservatorium) absolvierte.
Im Jahr 1900 wurde er im neugegründeten Wiener Concertvereinsorchester (Vorläufer der späteren Wiener Symphoniker) unter der Leitung von  Ferdinand Löwe (1865–1925) und Karl Komzak (1850–1905) als erster Pauker engagiert.
Im Jahr 1903 wurde er von Gustav Mahler (1860–1911) beim k. und k. Hofopernorchester (jetzt Wiener Staatsopernorchester) engagiert. In Wien heiratete er die Wienerin Leopoldine, geb. Wochian (1883–1958). Die Ehe blieb kinderlos.
Im Jahr 1908 übersiedelte er nach Dresden, nachdem er von Ernst von Schuch (1846–1914) ein glänzendes Angebot erhalten hatte, als erster Pauker in die königliche Kapelle in Dresden einzutreten. Sowohl von Gustav Mahler als auch von Bruno Walter (1876–1962) erhielt er glänzende handgeschriebene Zeugnisse über sein bisheriges musikalisches Auftreten in Wien. Laut Adressbuch der Stadt Dresden wohnte er von 1908 bis 1932 in der Fritz-Reuter-Str. 1 und von 1933 bis 1945 in der Permoserstr. 6 (zwischen Ostraallee und Devrientstraße). Dort wurde er ausgebombt und wohnte danach bei der Familie seines Neffen Bruno Knauer (1910–1977), Kammervirtuose der Sächsischen Staatskapelle Dresden.
Ab 1911 war er alljährlich im Festspielorchester der Bayreuther Festspiele als erster Pauker vertreten. Er spielte dort unter allen großen Dirigenten seiner Zeit, z. B. Arturo Toscanini (1867–1957), Wilhelm Furtwängler (1886–1954), Richard Strauss (1883–1958), Karl Muck (1859–1940) und Fritz Busch (1890–1951). Zum 25-jährigen Dienstjubiläum in Bayreuth wurde er durch Winifred Wagner (1897–1980), Wilhelm Furtwängler und dem Generalintendanten Heinz Tietjen (1883–1967), als künstlerischen Leiter der Bayreuther Festspiele, persönlich geehrt. Knauer war bereits zum 1. April 1931 der NSDAP beigetreten (Mitgliedsnummer 485.477).

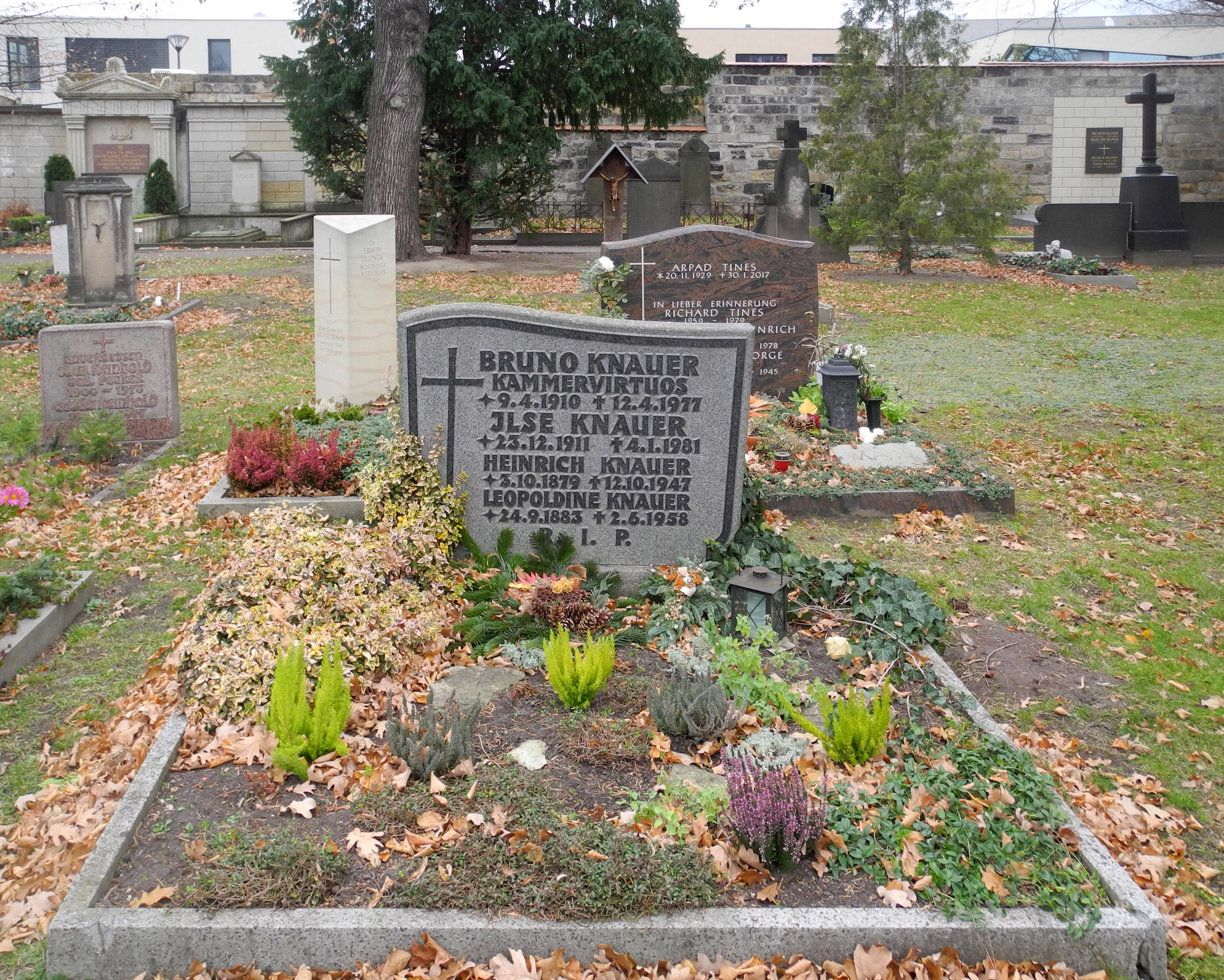
Grab von Heinrich Knauer auf dem Alten Katholischen Friedhof in Dresden

Um 1914 spielte Knauer den Solopart bei der Uraufführung des Paukenkonzerts von Kurt Striegler (1886–1958). Ab 1910 war er für viele Jahre als Professor am Dresdner Konservatorium bzw. der Orchesterschule der Sächsischen Staatskapelle tätig. In den Jahren 1929/1930 hielt er auch Kurse für Pauker in Prag ab.
Er unterrichtete auch in der Villa Bruno Krumbholz in Kötzschenbroda, einem Stadtteil der sächsischen Stadt Radebeul, in den Fächern Schlagzeug und Pauken und war der Begründer der Dresdner Trommelschule, einer speziellen Spielweise und Spieltechnik. Für die Ausbildung zum klassischen Schlagzeuger und Pauker veröffentlichte er Notenbücher.
Schüler von Heinrich Knauer waren u. a. Wolfgang Preissler (1932–2023), Franz Poralla (* um 1909), Gerhard Behsing (* um 1918) und Johannes Kemter (1918–1998).
Knauer wirkte insgesamt 37 Jahre von 1908 bis 1945 bei der Staatskapelle Dresden als Schlagzeuger und Solopauker mit.
Im Jahr 1916 wurde er zum Kgl. sächsischen Kammervirtuosen ernannt. Gleichzeitig gehörte er – ebenfalls als Solopauker – dem Orchester der Bayreuther Festspiele an. Heinrich Knauer starb auf dem Weg zu einer Probe im Oktober 1947 und wurde auf dem Alten Katholischen Friedhof in Dresden beigesetzt.

## Kritiken
Heinrich Knauer wirkte durch seine Lehrtätigkeit und seine Schriften stilbildend auf die nächste Generation von Paukern.
Sein außerordentliches Können wurde von zahlreichen Zeitgenossen bewundert, so zählte ihn Gustav Mahler „als virtuosen Beherrscher seines schwierigen Instruments unter die Allerersten seines Faches“ und Bruno Walter schätzte an ihm „die musterhafte Intonation, den Geschmack im Wechseln der Schlägel und die famose Anpassung an die jeweilige Dynamik“.
Arturo Toscanini hielt ihn „für den besten Pauker der Welt“.
Ein Kritiker der „La Suisse“ vermerkte im Jahr 1929 nach einem Konzert in Genf: „Er schlägt mit einer verblüffenden Virtuosität, mit Leichtigkeit und Unbekümmertheit, ohne trotzdem die beispielloseste Genauigkeit außerachtzulassen, vor allen Dingen mit einer Kenntnis der Klangwirkung, die ich zur gegenwärtigen Zeit als einzig dastehend in Europa halte“.

## Schriften
- Schule für Trommel / Besonders zum Selbstunterricht, Verlag M. Biering, 55 Seiten, 1927
- Paukenschule, Verlag Hofmeister, Leipzig, 40 Seiten, 1950
- Kleine Trommelschule, Verlag Hofmeister, Leipzig, 39 Seiten, 1950
- 85 Übungen für Pauken, Verlag Hofmeister, Leipzig, 1950, ISMN M-2034-6053-4
- Praktische Schule für kleine Trommel, Verlag Hofmeister, Leipzig, 48 Seiten, 1951